# 복지

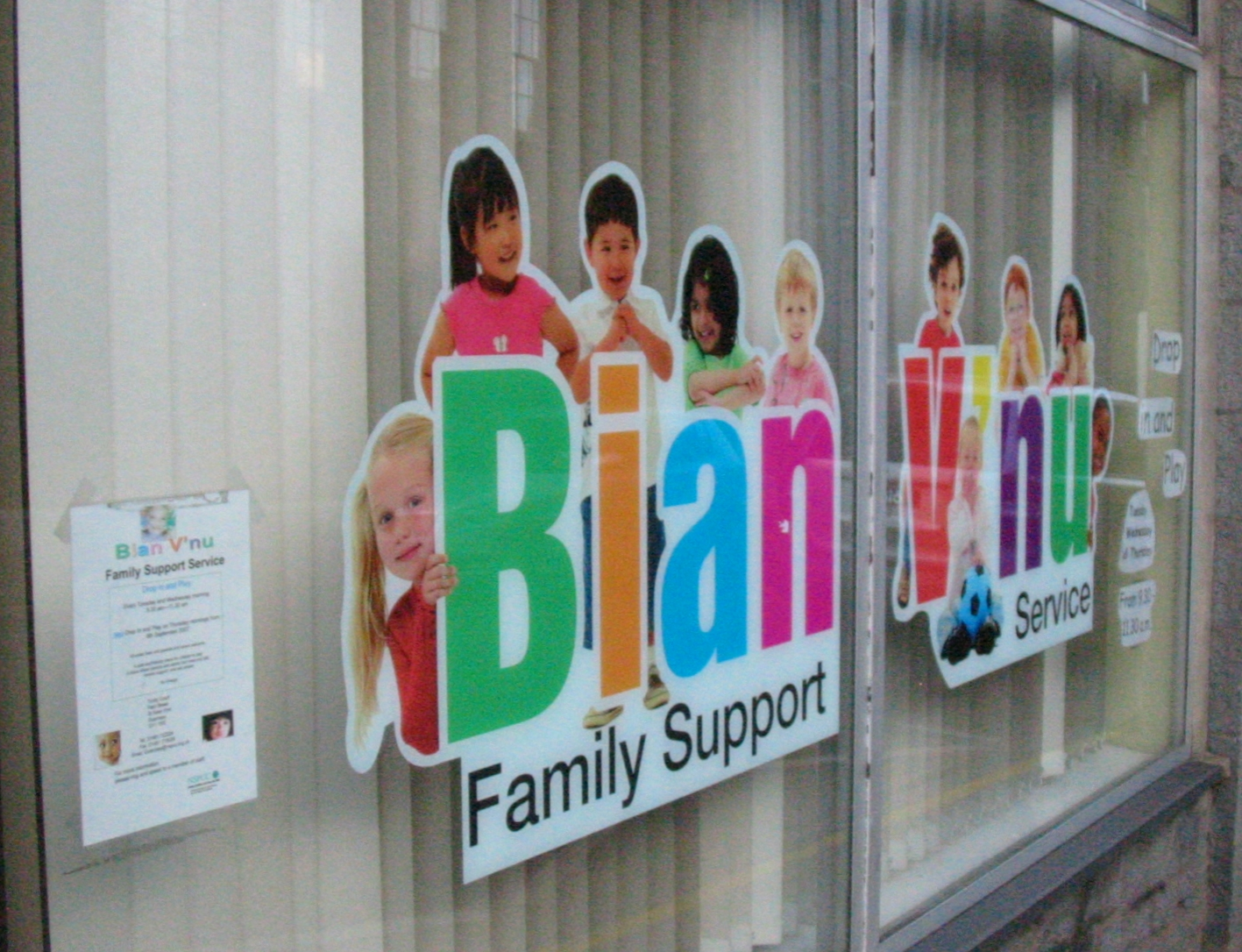
건지주 세인트 피터 포트에 있는 가족 지원 센터로, 아이가 있는 가정에 도움을 준다.

복지(福祉, 영어: welfare)는 좋은 건강, 윤택한 생활, 안락한 환경들이 어우러져 행복을 누릴 수 있는 상태를 말한다. 사회복지학에서는 높은 삶의 질이 보장되는 것을 뜻한다. 이러한 맥락에서 국민의 생활 향상과 사회 보장을 위한 사회 정책과 시설을 통틀어 이르는 말로 사회복지(社會福祉)라고 한다. 교육, 문화, 의료, 노동 따위 사회생활의 모든 분야에 관계하는 조직적인 개념으로 국민 기초 생활 보장법, 아동 복지법, 사회 복지 사업법 따위의 법률에 기초를 둔다. 이로써 구빈 정책, 노동자 권익 보호와 같은 특정 집단에 대한 지원 뿐만 아니라 국민 일반에게 사회 복지를 제공하는 것을 체제의 가장 중요한 기능 가운데 하나로 삼는 국가를 복지국가라고 한다. 국가가 여러 제도와 기구를 통해 국민의 기본적인 생활 수준을 보장하기 위해 하는 활동을 사회보장 제도라고 한다. 대표적인 사회보장 제도에는 건강보험 제도와 같은 사회 보험과 국민기초생활보장제도와 같은 공공부조가 있다.

## 역사

### 고대

#### 고대 한반도
세계의 여러 문화에서는 고대로부터 공공의 복지를 위해 여러 제도를 도입하여 왔다. 신라에서는 환과고독(鰥寡孤獨, 홀아비, 과부, 고아, 무자녀노인)에게 의류, 곡물, 관재 등을 지급하였으며, 고구려에서는 부경이라는 창제(倉制)를 두어 구휼 정책을 실시하였다.

#### 종교의 복지전통

##### 성서
성서에서는 고아, 과부, 일용직 노동자 등의 사회적 약자들의 권리와 자존감을 존중하라고 말한다. 즉 성서에서는 복지를 가난한 사람에게 먹을 것을 주는 자선활동이 아닌, 이들의 권리와 자존감이 존중되는 사회적 정의의 실천으로 이해하는 것이다.
| “ | 가난하기 때문에 품을 파는 사람을 억울하게 다루어서는 안 된다. 너희 나라, 너희 성문 안에 사는 사람이면 같은 동족이나 외국인이나 구별 없이 날을 넘기지 않고 해 지기 전에 품삯을 주어야 한다. 그는 가난한 자라 그 품삯을 목마르게 바라고 있는 것이다. 너희를 원망하며 외치는 소리가 야훼께 들려 너희에게 죄가 돌아오지 않도록 해야 한다. 밭에서 곡식을 거둘 때에 이삭을 밭에 남긴 채 잊고 왔거든 그 이삭을 집으러 되돌아가지 마라. 그것은 떠돌이나 고아나 과부에게 돌아갈 몫이다. 그래야 너희 하느님 야훼께서 너희가 손수 하는 모든 일에 복을 내려주실 것이다. 올리브 나무 열매를 떨 때, 한번 지나간 다음 되돌아가서 가지들을 샅샅이 뒤지지 마라. 그것은 떠돌이나 과부에게 돌아갈 몫이다. 포도를 딸 때에도, 한번 지나간 다음 되돌아가서 다시 뒤지지 마라. 그것은 떠돌이나 고아나 과부에게 돌아갈 몫이다. 신명기24:14-15,19-21/공동번역성서 | ” |

#### 고대 로마
로마 제국의 황제 트라야누스는 구빈 시설을 마련하고 공설 시장을 건설하는 등의 정책을 펼쳤다.

### 중세
중세에서 근대 초기에 이르기까지의 세계 여러 나라의 복지 제도로는 조선의 환곡, 혜민서, 활인서 등의 구휼 제도나, 로마 가톨릭의 구민 제도 등을 들 수 있다. 실제 서양사학자 김경묵이 쓴 이야기 세계사(청아)에 따르면, 중세 로마 가톨릭의 수도원에서는 지역의 가난한 사람들에게 빵을 나누어주었다. 이슬람 세계에서는 샤리아에 의해 구휼 제도가 운영되었다.

### 근대
근대 이전의 이러한 제도들은 모두 국가나 종교가 빈민에게 먹을 것을 베푸는 자선을 기본적인 사상으로 하는 구빈 정책에 머물러 있었으며, 이러한 사정은 산업혁명이 일어난 이후에도 크게 달라지지 않아 17세기에서 18세기에 영국에서 행해진 1662년 정주법(定住法, Settlement Act)이나 길버트 법과 같은 구빈법 역시 이러한 관점을 벗어나지 않고 있었다. 그러나, 세계인권선언과 같은 인권에 대한 요구, 노동조합과 같은 노동자들의 각성과 처우 개선 요구와 사회주의, 사회민주주의와 같은 사회개혁사상의 출현 등으로 행복추구권이 마땅히 누려야 할 자연권이라는 인식이 형성되면서 복지 역시 국민이 누려야 할 권리로서 자리잡게 되었다.

### 현대
오늘날 OECD에 가입되어 있는 국가들을 비롯한 많은 국가들은 복지를 국민의 기본권으로서 인정하며 다양한 사회 복지 제도를 마련하고 있다.

## 개념
사회복지의 개념은 학자에 따라 여러 가지 견해의 차이가 있는데 이것을 크게 나누어 넓은 뜻에서의 사회복지 개념과 좁은 뜻에서의 사회복지 개념으로 나누고 있다. 캐시디(H. M. Casidy)와 같은 학자의 사회복지 개념은 광의의 개념을 쓰고 있는데, 그 정의를 보면 '인간자원의 보존·보호 및 향상·발전에 제1차적으로, 또한 직접적으로 관계되는 조직된 활동'이라고 하였으며, 그 사업분야로서 사회부조·사회보험·아동 및 가정복지 등 11개 사업을 포함시키고 있다. 이에 대해 프리드랜더(W. A. Friedlander)가 사용하고 있는 사회복지 개념은 협의(狹義)의 개념으로, 그가 정의하고 있는 것을 보면 '개인이나 집단이 그들의 사회적 또는 개인적 만족과 독립을 유지하도록 도와주는 인간관계에 대한 과학적 지식과 기술에 기초를 둔 하나의 전문사업'이라고 정의하고, 사업분야로서는 개인지도·집단지도·사회조직·사회복지행정·사회복지조사 및 사회행동의 6개 분야를 들고 있다.1967년 국제연합의 사회복지 전문가회의 보고서에서 지적한 사회복지사업의 분야를 보면, 청소년 복지사업·자조(自助)근로사업·부녀복지사업 및 가족계획사업을 포함시키고 있다. 사회적 불안의 제반 위험을 예방하거나 대처하기 위해서 필요하고 또 바람직한 제(諸)사업으로서의 사회보장 방안을 제외한 기타 사회적 서비스 중에서 비중을 차지하는 사회복지사업은, 개인·집단 및 공동사회가 그들의 사회적 상황(social situation)을 향상시키고 변화하는 제여건에 적응하며 제반 개발과업에 참여할 수 있도록 해주는 제반 사업을 말하는 것이다.

## 정책
대표적인 사회 복지 정책은 사회보험과 공공부조이다. 이 외에 노인, 어린이, 여성, 노동자, 빈민 등 특정한 대상에 대한 복지 정책들이 있다.

## 세계의 복지 제도

### 독일의 여성복지

#### 관련 정책
독일 연방 공화국 기본법의 제 3조 2번 항 (“남성과 여성은 동등한 권리를 가진다. 국가는 여성과 남성의 동등한 권리의 실제 구현을 촉진하고 현존하는 단점을 제거하기 위한 조치를 취하여야 한다”)에 따라 독일은 양성 평등을 법적으로 정의한다. 독일 정부에서 여성 정책을 담당하는 가장 큰 규모의 부서는 “연방 가족·노인·여성·청소년부”이다. 해당 부서 내에 ‘여성정책과’가 별도로 설립되어 있으며 이와 별도로 연방회의에서 1973년 “여성과 사회”라는 명칭의 위원회를 구성하였다. 또한 주 별로 독자적인 여성부를 설립하거나 기존의 부처에 여성정책 수행 기능을 부여함으로써 주 단위로 여성정책의 실행 현황을 감시 및 지원하고 있다.
사기업에서 성차별을 개선하기 위한 방안으로 ‘2차평등권법’을 만들어 고용에 있어 여성의 성차별의 기준을 제시하고 이를 위반할 시 벌금을 선포하는 규정도 내포되어 있다. ‘성희롱 방지법’은 직장에서의 여성 성희롱을 규정지어 여성 직장인들을 보호한다. 또한 부모 수당 및 육아 휴직에 대한 법률 (Gesetz zum Elterngeld und zur Elternzeit)에 따라 육아 휴직을 출산 6주 전, 출산 후 8주까지의 휴가를 법적으로 보장하고 100%의 급여를 지급하게 되어 있다. 1994년에 발효된 ‘여성 발전에 대한 연방 법’이 효과를 거두지 못하여 독일 정부는 2001년에 연방 행정 및 법원에서의 남녀 평등에 관한 법 (Gleichstellungsgesetz für die Bundesverwaltung und die Gerichte des Bundes)을 통과시켰다. 해당 법은 공무직에서 여성 공무원 규모를 보장하여 정부 내부의 남녀 평등화를 촉진시켰다. 이를 비롯하여 독신모를 위한 아동 양육 관련 지원, 가정 폭력 피해 여성, 성폭행 피해 여성 및 매춘 여성을 위한 복지 정책들을 세우며 꾸준히 여성의 평등화를 위해 정책을 펼쳐나가고 있다.

#### 독일에서 여성의 지위
2012년 세계 성별 격차 보고서에 따르면 독일의 성평등 지수는 135개의 국가 중 상위권인 13위에 속한다. 독일 여성의 취업률은 전체 여성의 71%로 남성 취업률의 87%이다. 전문 및 기술직 분야에서 세계 1위로 동일한 남녀 비율을 가진 독일이지만 조사에 따르면 유사한 직종임에도 불구하고 남녀 급여 차이는 8%이고 남녀 식자율과 초등 및 중등 교육 등록비율은 1:1이다. 정치계의 여성 참여율은 전체 국회 의석의 33%를 차지하며 장관급 직위를 가진 여성은 전체의 33%이다. 현재 독일 수상이자 최초의 독일 여성 수상인 앙겔라 메르켈 총리를 통해서도 독일에서의 여성 지위를 가늠해 볼 수 있다.

#### 독일의 사회보장제도와 여성
독일은 소득 재분배를 통해 국민의 후생에 국가가 직접 관여하는 사회보장제도를 세계에서 가장 먼저 도입한 국가이다. 저소득층이 국가의 보조에 힘입어 중산층의 생활수준을 누릴 수 있도록 하는 것이 사회보장제도의 핵심이다.
독일의 사회보장제도는 5대 사회보험을 근간으로 한다. 이는 연금보험, 의료보험, 실업보험, 산재보험, 수발보험으로 이뤄지는데 각각 대한민국의 국민연금, 건강보험, 고용보험, 산재보험과 일치하는데, 여기에 중증 장애인을 위한 수발보험이 포함되는게 특징이다. 공공부조(사회부조, Sozialhilfe)는 이런 사회보험으로 최저한의 생활수준을 받지 못하는 경우 최후의 안전망으로 국가나 지방자치단체에서 직접 국민들에게 금품이나 물품을 제공하는 제도이다. 독일은 연방정부가 사회부조업무에 간섭하지 못하고 주정부가 사회부조 전달의 주체가 된다.
이외에도 자녀수당과 육아비, 주택보조금 등을 제공하는 사회복지사업도 독일의 사회보장제도에 포함된다.
여기서 사회보험, 특히 연금보험 같은 경우에는 보험료 납부액만큼 혜택을 받게 되는데 이런 경우 전업주부로 가사노동, 육아에 종사한 여성의 경우는 노동으로 인정되지 않아 상대적으로 여성들의 혜택이 적다. 독일에서는 이런 문제를 인지하여 70년대 이후부터 여성운동을 통해 제도를 개선해 나간다.
개선된 제도로 우선 비취업 여성에게 연금 수급권을 부여했다. 이는 취직하지 않은 여성이 일정 소득이 없는 경우에도 일정액의 보험료를 정해놓고 연금보험에 자발적으로 가입 할 수 있게 하여 가정주부도 연금보험에 가입할 수 있게 되었다.
또한 아동양육을 노동으로 인정하 연금 수급권을 부여했다. 이는 출산 후 아동양육을 위해 부모 중 한명에게 3년에 해당하는 기간에 평균 취업임금의 100%의 연금보험료를 납부한 것처럼 인정해주는 제도이다. 원칙적으로 여성에게만 인정되지만 부모끼리 합의할 경우 남성도 양육기간을 인정받을 수 있다. 또한 아동양육기간 중에 취직을 하였더라도 취직에 대한 연금혜택과 아동양육에 대한 연금혜택이 따로 산정되어 중복수혜가 가능하다.
그리고 배우자가 사망했을 경우에는 미망인 연금을 받을 수 있다. 미망인 연금은 소연금과 대연금으로 나뉜다. 배우자가 5년의 보험료 납부 기간을 채웠고, 미망인이 45세 미만이고 취업 능력이 있으며 부양할 아동이 없을 때 사망한 배우자가 받을 수 있는 연금액의 25 %를 받을 수 있다(‘소연금’). ‘대연금’은 배우자가 받을 수 있는 연금액의 60%를 받을 수 있는 경우를 의미한다.

#### 여성복지 서비스
위의 제도 외에도 독일은 여성들을 위해 다음과 같은 복지 서비스를 제공하고 있다.

##### 모자가정(독신모, alleinerziehende Mutter; single mother)
독일의 독신모는 해가 갈수록 늘어나는 추세이다. 1996년 130만명이었던 독일의 편부모의 수가 2010년 160만명으로 늘어났다. 이는 이혼의 비중이 높아졌기도 하나 미혼출산도 늘어났기 때문이다. 편부모 가정에서 자란 아이들은 범죄 및 탈선에 빠지기 쉬운데 마약사범, 조기 중퇴자의 상당수가 편무모 가정에서 자라났다. 이를 방지하기 위해 독신모의 아동양육, 생계에 대해서 사회적인 뒷받침이 필요하게 되어 다양한 복지서비스가 생겨났다.
우선 유치원, 유아원 등의 아동보호시설이 법적으로 보장받을 수 있게 되어 독신모도 저렴한 비용으로 아이를 맡기고 취직을 할 수 있게되었다.
또한 아동양육비용 또한 법적으로 제공되는데 아동양육 기간을 연금수급권에 반영하고, 아동출생 후 24월까지 받는 아동양육수당, 아동출생 후 36개월까지 아동양육휴가, 아동출생 후 18세까지 아동수당이 제공된다. 또한 생활비 지급에 관한 법률을 통해 모든 독신모나 독신부는 아동양육을 위한 최소한의 비용을 각 지방 사회국에 청구할 수 있다.
또한 위의 경우에도 최저생계를 유지할 수 없는 경우에 사회부조를 신청하여 최소한의 생활에 필요한 금액에서 소득을 뺀 만큼의 금액을 혜택 받을 수 있다.

##### 가정폭력 피해여성
독일의 '폭력에 대한 민사적 보호법은' 신체적인 폭력뿐만 아니라 다양한 행위를 보호조치의 대상으로 삼고 있는데, 규제대상을 법률상의 부부로 한정하지 않고 가해자에 대해 접근금지나, 주거의 사용을 금지할 수 있다. 또한 절차의 간소화를 통하여 신속성을 확보하여 가정폭력을 방지하기위한 보호명령의 실효성을 확보하고 있다.
또한 독일에는 학대받는 여성을 가정으로부터 보호해주는 여성피난처(Frauenhaus)가 전국적으로 운영되고 있는데 피해여성에 대한 보호 뿐만 아니라 상담센터도 함께 운영하여 폭력 이후 정신적 치료도 담당하고 있다.

##### 성폭력 피해여성
성폭력 발생시 일차적인 육체적, 심리적 치료를 위해 여성건강센터(Frauengesundheitszentrum)가 주정부, 민간복지단체에 의해 건립되어 전국적으로 운영 중이다. 경찰에서는 각 주마다 성폭력 피해여성을 담당하기 위해 여성경찰과 심리상담가가 배치되어 있고 성폭력 피해 사례만 다루는 특별전담반을 운영하고 있다. 그리고 성폭력 예방을 위해 법적으로 2차평등권법으로 공, 사기업을 막론하고 성폭력을 방지할 수 있는 모든 대책을 수립할 의무를 규정하였다.

##### 성판매여성

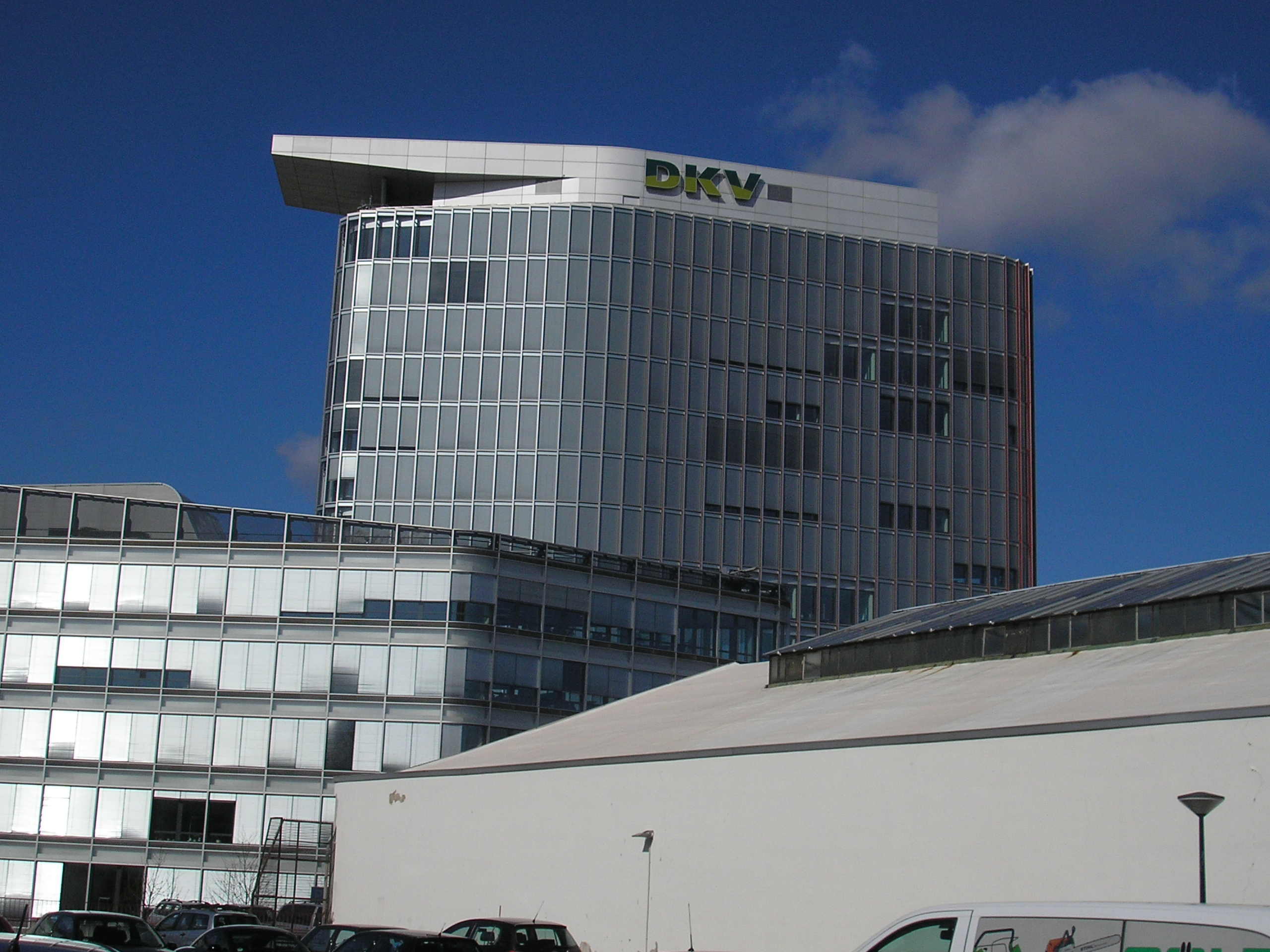
독일의료보험조합(DKV)

독일에서 성매매는 과거에 미풍양속에 어긋나 인간의 품위를 해치는 행의로 정의되어 각종 사회보험은 물론 화대 지급을 요구할 권리 조차 가지지 못했다. 하지만 성매매업 종사자들의 법적 상황을 규정하는 법이 2002년 1월 1일부로 발효되어 성매매사업이 합법화되었다. 그래서 지금은 성판매여성이 직업으로 인정되며 성판매에 대한 화대를 청구 할 권리를 갖게 되었다. 또한 다른 직업군 종사자들과 같이 고용계약을 통해 법정 의료보험, 실업보험, 연금보험 등에 가입하는등 사회보장제도의 혜택을 받을 수 있게 되었다.

## 대한민국의 복지
아래 글 가운데 시혜적 복지와 생산적 복지의 개념은 김성재 연세대학교 석좌교수가 《어떤 복지국가에서 살고 싶은가》/이창곤 쓰고 엮음/밈p.129-131에서 한 말을 인용하였음.

### 시혜적 복지
대한민국의 복지이론은 한국전쟁이후 미국의 구호물자 배급으로부터 시작되었기 때문에 미국식의 자선에 근거한 시혜적 복지였다.
시혜적 복지는 다음과 같은 문제가 있다.
1. 빈곤의 책임을 개인의 능력문제로 생각하여 빈곤이 생기는 사회구조문제를 보지 못함.
2. 복지제공자는 우월적 지위와 의식을 가지고, 수혜자는 낮은 위치와 열등의식을 가진다. 따라서 수혜자는 자주자립하기보다는 시혜자에게 의존한다.
3. 시혜자가 수혜자를 자신과 같은 사람으로 존중하기보다는, 자신보다 못한 사람으로 여기는 차별을 주장한다. 이는 차별을 당연하게 여기는 사회적 불의이다.

### 생산적 복지
인권과 사회정의에 근거하여 빈곤의 책임을 개인이나 가족에게 귀속시키지 않고 국가와 사회에서 책임지는 복지이다. 즉, 국민의 인간다운 삶을 최소한 보장하는 기본권을 보장하는 복지이다.
이는 김대중 전 대통령의 말에서 주장되었다.
| “ | 국가는 국민의 행복을 보장하는데 가장 큰 의미가 있다. 국민으로 태어나 굶어죽어서는 안 된다. 공부하려는데 돈이 없어서 학교에 못 가서도 안 되고, 몸에 병이 있는데 병원에 가지 못해서도 안 된다. 국민의 인간다운 기본적 생존권을 국가가 보장해야 한다. 이러한 원칙에서 복지정책이 이뤄져야 한다. | ” |

최근 도입된 근로장려세제(EITC)의 경우 근로 능력에 비례한 복지 혜택을 제공한다는 점에서 생산적 복지의 측면이 존재한다. 2009년부터 아시아 최초로 시행되었으며, 지원요건은 거주자를 포함한 1세대의 가구원 구성에 따라 정한 부부합산 총급여액 등을 기준으로 지급된다. 2015년 기준, 단독가구는 총소득기준금액 1300만원 미만, 홑벌이가구는 총소득기준금액 2100만원 미만, 맞벌이가구는 총소득기준금액 2500만원 미만이어야 지급가능하다.
추가적으로 2015년 6월 1일 기준으로 가구원 모두가 소유하고 있는 재산합계액이 1억 4천만원 미만이어야 지급가능하다.

### 보편적 복지
국민건강보험제도가 그 예라고 할 수 있다.
| “ | 국민의 질병ㆍ부상에 대한 예방ㆍ진단ㆍ치료ㆍ재활과 출산ㆍ사망 및 건강증진에 대하여 보험급여를 실시함으로써 국민보건을 향상시키고 사회보장을 증진함을 목적으로 하고 있다. (국민건강보험법 제1조) | ” |

"국내에 거주하는 국민"을 이 법의 적용대상인 가입자 등으로 규정하고 있으며, 근거법령은 헌법 제 34조와 국민건강보험법에 두고 있다.
공공부조제도도 현재 대한민국에서 시행하고 있는 제도인데, 사회보장제도의 하나로서 모든 국민이 인간다운 생활을 영위하도록 하기 위해 국가 및 지방자치단체의 책임 하에 생활유지능력이 없거나 어려운 국민의 최저생활을 보장하고 자립을 지원하는 국민생활의 질을 향상시키기 위한 복지 제도라고 할 수 있다.
공공부조제도는 최저생활보장에 대한 직접적 공격이며 마지막 안전망이다. 사회보험은 보험료 각출에 대한 권리로 급여권을 보장하지만, 공공부조는 보험료를 각출할 경제적 능력이 부족한 특수한 사람에 대한 생존권적 급여이다.
대한민국 사회보장기본법에서는 공공부조를 "국가 및 지방자치단체의 책임 하에 생활유지능력이 없거나 생활이 어려운 국민의 최저생활을 보장하고 자립을 지원하는 제도" 라고 규정한다. (사회보장기본법 제3조).

## 스웨덴의 복지
변광수(卞光洙) 한국외국어대학교 스칸다나비아어과 명예교수는 14년(1968년-1980년, 1986-1998년)을 스웨덴에서 공부하였다. 그가 들려주는 스웨덴 복지정책은 다음과 같다.

### 인민의 집
스웨덴이 복지국가를 만들어낸 이론은 스웨덴 사회민주노동당(스웨덴 사회민주당)의 알빈 한손 당수가 1928년 주장한 인민의 집 이론이다. 한손 당수는 1928년 의회 사회정책토론에서 이러한 연설을 했다.
| “ | 이제 우리는 시민사회를 특권계층과 소외계층, 지배계층과 지배당하는 계층, 부자와 빈자, 지주와 농노, 수탈자와 수탈당하는 자로 갈라놓는 장벽을 깨고, 구성원 모두 서로 배려하는 양질의 인민의 가정을 건설해야 한다. | ” |

### 사회민주노동당의 복지정책
스웨덴 사회민주노동당은 1932년부터 1976년까지 인민의 집 이론과 스웨덴 전국노동조합총연맹(LO), 농민들의 지지와 요구를 받으며 정치, 경제, 사회를 바꾸어갔다. 이 때 이뤄낸 정책으로는 국민기초연금제(1935년), 자녀수당(1947년), 3주일 유급 휴가제(1951년), 일반의료보험(1955년), 추가연금제(기초연금 보완, 1957년), 9년제 의무교육(1966년) 등 사회와 경제에서 중요한 정책들을 해냈다. 공무원, 언론인, 자영업자들의 지지를 위해 주택보조비(1968년), 4주일 유급휴가제(1986년), 출산보육허가제(1972년) 등을 새로 도입하여 누구나 복지를 누리도록 바꾸었다. 스웨덴 국민들도 1921년 보통선거권을 쟁취하여 정치에 참여했으므로 자신들의 이해관계에 맞는 현실에서의 요구를 이루어냈다. 스웨덴 왕실과 독점자본의 타협과 양보, 보수층의 협력, 이익단체들의 자기 목소리 내기도 스웨덴 복지정책에 도움을 주었다.

### 평등한 사회
스웨덴 사회민주노동당의 사회민주주의 운동이 이끈 스웨덴의 복지정책은 스웨덴 사회를 평등한 사회가 되도록 하였다. 복지국가가 건설되어 모든 사람들이 먹고 살 걱정이 없기 때문에, 스웨덴 사람들은 자신의 일을 열심히 하고, 당당하게 살아간다. 또한 1970년대 의회의 결의로 신분사회의 잔재인 박사님, 교수님, 장관님, 사장님, 국장님 등의 직함이 없고, 성씨와 이름(한국식으로 홍+길동)을 부르고 있다. 직장평등도 이루어 1980년대 남녀평등법으로 여성들이 직장에서 성차별을 받는 일이 없도록 하였으며, 미혼여성의 채용을 하지 않으려는 기업주는 처벌받는다. 또한 탁아소를 만들어 여성들이 육아와 가사 때문에 일을 하지 못하는 일이 없도록 배려한다.

## 복지에 대한 방법론

### 보편적 복지
소득 수준과 무관하게 모든 국민에게 복지 혜택을 제공하는 복지 형태이다. 일반적으로 보편적 복지를 실행함이란 복지의 규모를 확대함을 의미하며 선별적 복지와 달리 복지 대상에 관한 정보가 불필요하고, 국민은 별도의 신청 과정이 없이 복지 혜택을 받을 수 있다는 점에서 빠른 효과를 가져올 수 있다.
그러나, 보편적 복지가 일정한 효과를 거둘 수 있으려면 합리적인 직접세, 누진세제, 소득세, 법인세 제도가 확립되어 있어야 하며, 부유층에 대한 증세가 불가피하다. 이와 더불어, 무임승차 논란이 생겨날 수 있기에 보편적 복지를 실시하는 정책 주창자 입장에서 정치적 부담을 안고 가야 한다.

### 선별적 복지
복지 혜택을 바라는 국민에게만 복지 혜택을 제공하는 방법론이다. 선별적 복지 주창자들의 형식적 논리는 소득 수준이 낮은 국민에게 높은 복지 헤택을, 소득 수준이 높은 국민에게는 낮은 복지 혜택을 제공하자는 입장으로 압축된다.
그러나, 선별적 복지는 저소득층에게 일반적으로 나타나는 정보 비대칭 효과로 인해 복지 효과가 크지 못 하다. 또한, 선별적 복지는 주로 경제적 자유주의 담론을 지지하는 측면에서 감세를 목적으로 실시되는 정치적 목적이 뚜렷하기에 한계가 존재한다.
대부분의 복지학자들은 선별적 복지가 군중이 갖고 있는 비합리적 심리를 이용한 감세론에 불과하다고 보고 있다. 역사적으로 복지 담론에서 선별성을 강조하는 정책은 필연적으로 감세와, 전체적인 복지 예산의 후퇴를 동반했다는 점에서 이는 확실시되고 있다.
대부분의 국가에서 채택하는 누진적 조세를 전제한다면, 보편적 복지의 효율성은 선별적 복지보다 높다는 게 복지 관련 학자들의 주요 입장이다.

### 국가 별 복지 방법론
- 보편적 복지 체제
  - 노르웨이, 덴마크, 벨기에, 스웨덴, 오스트리아, 핀란드, 리투아니아 등
- 선별적 복지 체제
  - 미국, 대한민국, 스위스, 네덜란드, 아일랜드, 일본, 캐나다, 라트비아 등
- 보편, 선별적 복지 혼합 체제(국민건강보험의 경우에는 보편적 복지정책으로 본다. 다만, 미국의 Medicare의 경우에는 특정 연령(만 65세 이상)에게 혜택이 돌아가므로 제외한다.)
  - 독일, 에스토니아, 이탈리아, 아이슬란드 등
- 생산적 복지 체제
  - 뉴질랜드, 스페인, 영국, 프랑스, 호주 등[30]

## 같이 보기
- 사회안전망(Social safety net)
- 기본소득
- 보편적 복지(universal welfare)
- 선별적 복지(selective welfare)
- 역동적 복지(dynamic welfare)
- 복지 개혁(Welfare reform)
- 복지 의존(Welfare dependency)
- 사회 양극화
- 의무 복지(compulsory welfare)
- 주거 복지(housing welfare)
- 경제민주주의(경제민주화)
- 사회적 기업
  - 협동조합(co-op)
- 자급자족 프로젝트(Self-Sufficiency Project, 캐나다)
- 공유가치창출(CSV) - 마이클 포터
- 기업의 사회적 책임(CSR)
- 퇴직(Retirement)
- 은퇴남편 증후군(Retired husband syndrome, RHS)
  - 젖은 낙엽(일본어 濡れ落ち葉, 누레오치바)
- 사회복지사